# Brotherton
Brotherton is een civil parish in het bestuurlijke gebied Selby, in het Engelse graafschap North Yorkshire.

## Geboren
- Terry Cooper, voetballer (1944-2021)